# Cymopterus aboriginum
Cymopterus aboriginum är en flockblommig växtart som beskrevs av Marcus Eugene Jones. Cymopterus aboriginum ingår i släktet Cymopterus och familjen flockblommiga växter. Inga underarter finns listade i Catalogue of Life.